# Maninjaumeer
Het Maninjaumeer is een kratermeer in het regentschap Agam in West-Sumatra, Indonesië. Het meer ligt tussen de steden Padang en Bukittinggi, op zo'n 450 meter boven zeeniveau. Het is zo'n 16 km lang en 7 km breed. De gemiddelde diepte is 105 meter en de maximale diepte ongeveer 165 meter.
De natuurlijke afvoer van overtollig water is de Batang Atokanrivier, gelegen aan de westzijde van het meer. Het water dat hier het meer uitstroomt wordt sinds 1983 gebruikt door een waterkrachtcentrale.
De meeste bewoners in de streek rond Maninjau zijn Minangkabau. Enkele dorpen rond Maninjau zijn Maninjau, Kotabaru en Bayur.
Het meer heeft twee toegangswegen, waarvan de oostelijke bekendstaat om zijn 44 haarspeldbochten (kelok empatpuluh empat ("44")). De helling waar de weg langsloopt wordt bevolkt door vele kleine apen, die gewend zijn aan mensen die stoppen om van het uitzicht te genieten en foto's te maken.
Aan het meer zijn vele hotelletjes en guesthouses te vinden. Er wordt ook aan paragliding gedaan.